# Профессор Икс
Профессор Икс (англ. Professor X), настоящее имя Чарльз/Шарль Фрэнсис Ксавье (Экзевиер, Ксавьер, Завье) (англ. Charles Francis Xavier) — персонаж, супергерой, появившийся в комиксах издательства «Marvel Comics», известный как лидер и основатель Людей-Икс. Созданный писателем Стэном Ли и художником Джеком Кёрби, он появился на свет в первом выпуске Людей-Икс за сентябрь 1963 (вышел в июле этого года).
В основном Ксавье представлен в комиксах, как инвалид с парализованной нижней частью туловища. Тем не менее, он успешно компенсирует этот недостаток за счёт мощнейшего интеллекта и телепатических способностей. Профессор — научный гений со сверхчеловеческой способностью обрабатывать информацию. В мире «Marvel» он является ведущим экспертом по генетике, мутациям и псионике и при этом имеет ученую степень по генетике, биофизике, психологии и антропологии.
Позиция Ксавье — отстаивание прав мутантов мирными методами, поиски путей сосуществования мутантов и обычных людей, а также защита общества от мутантов-экстремистов, в число которых входит и старый друг Профессора — Магнето. Ксавье основал Институт для одарённых подростков (позже переименованный в «Институт Ксавье»), где он обучает мутантов контролировать свои силы. Первая группа студентов этого института стала первыми Людьми-Икс.
Ксавье часто выступает общественным борцом за права мутантов, а также является авторитетом, к которому большинство персонажей «Marvel» обращается за советами по делам мутантов. Длительное время Чарльз скрывал от общества свою собственную принадлежность к числу мутантов и своё лидерство в команде Людей-Икс.

## История публикаций
Профессор Икс был создан сценаристом Стэном Ли и художником Джека Кёрби, дебютировав в The X-Men #1 в 1963 году. По словам Ли, прообразом Чарльза Ксавьера с точки зрения внешнего вида выступил Юл Бриннер, американский актёр и обладатель премии «Оскар». Влияние на образ Ксавьера также оказал Мартин Лютер Кинг, тогда как философия его заклятого врага, Эрика Леншерра основывалась на взглядах Малкольма Икс. В интервью 2008 года Ли признался, что изначально планировал сделать Ксавьера и Магнето братьями.
По словам сценариста Криса Клэрмонта, прообразом Профессора Икса выступил Давид Бен-Гурион, тогда как Магнето был основан на Менахеме Бегине. При этом Клэрмонт отметил: «На сегодняшний день в интернете ходит много разговоров о том, что Магнето подменяет Малкольма Икс, а Ксавьер — Мартина Лютера Кинга, что совершенно справедливо, но для меня, белого иммигранта, было бы невероятно самонадеянно проводить подобную аналогию. Схожую аналогию можно провести с [премьер-министром Израиля] Менахемом Бегином в роли Магнето, эволюционировавшего за свою жизнь от террориста в 1947 году до лауреата Нобелевской премии мира 30 лет спустя».
Также Клэрмонт высказался о параллелях между Малкольмом Икс и Мартином Лютером Кингом-младшим: «Это было не так давно [в 1970-х]. Прошло всего несколько лет с момента этих убийств. В некотором роде казалось, что это [сравнение] было бы слишком грубо. Моё отношение к Магнето и Ксавьеру скорее связано с Холокостом. Как бы вы отреагировали на столкновение лицом к лицу со злом? В случае с Магнето это было насилие, порождающее насилие. В случае с Ксавьером это была постоянная попытка найти лучший путь… Когда мы отдалились от 60-х, в дело вступил резонанс Малкольма Икс-Мартина Лютера Кинга-Манделы. Просто так получилось».

## Биография
Чарльз Ксавье описывается как американец испанского происхождения из очень богатой семьи, в детстве оставшийся сиротой. Презираемый сводным братом и отчимом за проявления мутантских способностей, пытается объяснить происхождение мутантов. Чарльз Ксавье, как и его друг Макс Эйзенхардт, считают свои способности даром Бога, задумавшего создание новой человеческой расы.
Чарльз предполагает, что в будущем все люди станут мутантами, Макс Эйзенхардт же допускает, что все обладающие мутационными генами могут быть уничтожены обычными людьми и тогда божественная миссия мутантов окажется под угрозой (Макс, пережив ужасы войны, полагает, что мутанты менее агрессивны, нежели простые людские толпы, Чарльз же считает, что простых людей необходимо защищать от всесилья сверхлюдей). Когда Синистер помог побороть инопланетный ИИ Фалангу, Чарльз Ксавье считал память Натаниэля. Позже, мучаясь кошмарами, пережитыми Эссексом в XIX веке, Профессор Икс узнал, что является внучатым племянником Злыдня.

### Мстители против Людей Икс
Во время сюжета «Мстители против Людей-Икс», Сила Феникса была разделена на пять частей между Циклопом, Эммой Фрост, Нэмором, Колоссом и Мэджик (известными в этот период как Пятёрка Феникса). В финале масштабной битвы Скотт и Эмма борются за обладание полной Силой Феникса, и Профессор пытается использовать их разлад, чтобы одолеть носителей, но погибает от рук Циклопа. Тем не менее, Сила Феникса покидает тело бывшего лидера Людей Икс благодаря совместным усилиям Хоуп Саммерс и Алой Ведьмы.
Позже тело Ксавье было похищено людьми Красного Черепа. Мозг Чарльза был извлечён и скомбинирован с мозгом самого Черепа. Когда Шельма и Алая Ведьма прорвались в штаб злодея, они нашли там лишь лоботомированное тело Профессора Икс. Красный Череп использовал свои новые способности, данные ему мозгом Чарльза, чтобы спровоцировать антимутантские бунты. Но планам нациста помешали Мстители и Люди Икс, после чего злодею удалось скрыться.

## Альтернативные версии

### День М
В этой вселенной жизнь Чарльза была такая же, как и на Земле-616 до тех пор, пока он вместе с Магнето «открыл» Геношу. Профессор Икс умер при загадочных обстоятельствах, но после налёта на замок Эрика, стало ясно, что надгробие и могила были фальшивыми. Где был Ксавье, никому не ясно. Ясно одно, он выжил и участвовал в изгнании Халка, но избавлен от мести его самого, когда вернулся. Ведь по его мнению: он уже достаточно получил ущерба.

### Нуар
В этой вселенной Чарльз Ксавье — психиатр в лечебнице, вскоре собрал команду из несовершеннолетних правонарушителей. Он тренировал их, так как был уверен, что социопатия в дальнейшем будет поведенческой эволюцией. Ксавье был заключён в тюрьму, позже был выпущен, так как был признан невиновным. Чарльз решил отомстить Магнусу за смерть его ученика Уоррена Уортингтона III.

### Марвел-Зомби
В этой вселенной Чарльз был убит заражённой Альфа Флайт.

### 1602
В этой вселенной Чарльз был известен под именем Карлос Хавьер. Он был знаком с Энрике, который позже стал заклятым врагом. Карлос собрал «одарённых» и выступил против Энрике.

### Земля Икс
В этой вселенной были выпущены в атмосферу Земли туманы Терригена, после чего все телепаты погибли. Чарльз попал в рай Мар-Велла, где для него был создан тот мир, о котором он мечтал. Там же Ксавье помог умершим супергероям отразить атаку Крии.

### Век Апокалипсиса
В этой вселенной Чарльз Ксавье тайно использовал свои способности, исцеляя людей в лечебнице. На это не обращали внимания, так как ещё не знали о новой расе мутантов. Ксавье не знал, что его друг Эрик Леншерр тоже был мутантом. Позже в баре они обсуждали новую расу, когда Эрик решил, что мутанты не будут восприняты человечеством, а Чарльз мечтал о мирном существовании обычных людей и мутантов. Когда они выходили из бара, то начали разговор об отношениях Чарльза и Габриэль. В это время Чарльз почувствовал чьё-то присутствие рядом с Хэллер. Оба побежали к ней и встретили Дэвида Хэллера. Дэвид был сыном Чарльза из будущего, который прилетел в прошлое, чтобы убить будущего Магнето. Между Хэллером и Леншерром завязалось сражение, в итоге которого Эрик был спасен четвёртым участником Людей Икс, прибывших за Дэвидом из будущего. Люди Икс проиграли сражение, и Легион был готов убить Эрика, чтобы создать будущее, где он мог бы быть со своим отцом. Чарльз увидел, что его друг находится в опасности, он подставился под удар и погиб.
Магнето держал на руках бездыханное тело Ксавье и дал обещание продолжить его мечту в знак дружбы. После того, как Апокалипсис объявил человечеству войну, и Каин Марко пожертвовал собой, чтобы найти убежище для мутантов, известное как Авалон, Эрик Леншерр стал известен как Магнето, при этом собрал Людей Икс и вёл их к мечте Чарльза. Также у него с Шельмой появился ребёнок, которого назвали в честь Чарльза.

### Ultimate Marvel
В этой вселенной, будучи подростком, Чарльз обнаружил свои способности, что привело к потере волос. Когда Чарльз вырос, он оказывал поддержку своему другу Эрику Леншерру, они оба мечтали о новой расе мутантов. Их дружба привела к тому, что Ксавье оставил свою семью. Вскоре Чарльз и Эрик основали Братство мутантов — место, где мутанты могли найти убежище, где для них было безопасно. Год спустя они обнаружили скрытые джунгли в Индийском океане, названные Дикой Землёй. Там они построили дом и думали, что эта земля станет раем мутантов. Но вскоре дружба Чарльза и Эрика начала распадаться, так как Эрик всё больше и больше ненавидел человечество и считал, что мутанты — новая ступень эволюции. В это время Чарльз ушел с Дикой Земли и создал свой институт, где мутанты могли найти убежище и обучаться использовать свои способности. В отличие от Чарльза Эрик строил армию мутантов. Вражда между Чарльзом и Эриком накалилась до предела. Ксавье напал на Магнето вместе с несколькими его сторонниками. Борьба закончилась тем, что Леншерр пронзил Чарльза металлическим копьём.
После битвы на Дикой Земле Чарльз получил паралич нижних конечностей, вследствие чего был прикован к креслу на всю свою жизнь. Ксавье использовал свой особняк, чтобы обучать молодых мутантов использовать свои способности во благо как обычным людям, так и мутантам.
Вскоре Профессор вместе с Людьми Икс отбили атаку Магнето на Вашингтон, где Эрик перепрограммировал всех Стражей и начал беспорядки. Ртуть снял шлем со своего отца, что позволило Чарльзу проникнуть в его сознание. С помощью этого Чарльз создал магнит, который притянул Стражей в огромный шар и отправил в космос, где и взорвал его, оставив Эрика предположительно мёртвым.. Однажды Ксавье был схвачен «Оружием-Икс». После того как братство напало на базу, ранен полковником Райтом.
Также через некоторое время Чарльз был, по-видимому, убит Кабелем — путешественником из будущего. На самом деле Ксавье попал в будущее, где его позвоночник был полностью исцелён, манипуляции позволили ему вновь передвигаться самостоятельно. Кабель подготовил его к встрече с Апокалипсисом, но Профессор проиграл сражение. Он был спасён Джин Грей, которая слилась с Фениксом и победила злодея. Джин также изменила время, чтобы это сражение никогда не происходило. Чарльз после этого отправился на остров Мюр для выздоровления.
Во время Ультиматума Магнето убил Профессора Икс, сломав шею своего старого друга. Позже его тело было похоронено вместе со всеми остальными погибшими Людьми Икс.

## Силы и способности
Профессор Икс обладает сильными способностями мутанта: он может читать мысли, вызывать иллюзии, временный паралич, фактически останавливать время, вызывать потерю памяти о каком-либо событии или полную амнезию, посылать очень сильные психические волны, а также чувствовать присутствие других мутантов-телепатов в небольшом радиусе. Но к сожалению, он не застрахован от тех сил, которые могут его победить, но и убить, которые сила не может компенсировать защиту.
Вместе с Магнето, Профессор Икс придумал и сконструировал систему Церебро — суперкомпьютер, помещенный в специальной комнате, способный находить мутантов на огромной территории даже за пределами планеты когда узнали про угрозу величайшего уровня. Мощь Церебро усиливается, когда соединяется с телепатической способностью Ксавье или другого мутанта.

## Вне комиксов

### Телевидение
- «Супергерои Marvel»: Профессор Икс вместе с оригинальным составом Людей-Икс появляется в мультсериале про Нэмора.
- «Человек-паук и его удивительные друзья»: Профессор Икс, озвученный Стэном Джонсом, несколько раз появляется с другими Людьми-Икс.
- «Прайд из Людей Икс»: Профессор Икс приглашает в свой особняк Китти Прайд и делает её одной из Людей Икс. Профессора озвучил Джон Стефенсон.
- «Люди Икс»: здесь Ксавье, в отличие от комиксов, передвигается не в инвалидной коляске, а в антигравитационном полукресле-полустоле. Озвучил его Цедрик Смит, он же озвучил Профессора Икс в мультсериале «Человек-Паук»
- «Люди Икс: Эволюция»: Профессор является одним из основных героев. Здесь его озвучил Дэвид Кэй, который озвучил и Апокалипсиса.
- В мультсериале «Росомаха и Люди Икс» Ксавье лежит в коме и просыпается только через 20 лет. Он периодически связывается с командой через Церебро, но в основном действует как союзник Людей-Икс Будущего. Он носит на ногах специальные механические сапоги, благодаря которым снова может ходить. Озвучил его Джим Вард.
- В мультсериале «Marvel Anime» выясняется, что у Ксавье есть (вернее, была 15 лет назад) любимая женщина — японка Юи Сасаки; они расстались, так как она не захотела уехать с ним в США. От их связи родился сын Такео, о существовании которого отец долгое время не знал. В аниме Профессора Икс озвучил Кацоносуке Хори.
- В третьем сезоне сериала «Легион» роль Чарльза Ксавьера сыграл Гарри Ллойд.

### Кино
В оригинальной трилогии роль Чарльза Ксавьера исполнил британский актёр сэр Патрик Стюарт, также сыгравший эпизодическую роль в фильмах «Люди Икс: Начало. Росомаха» 2009 года и «Росомаха: Бессмертный» 2013 года и одну из главных ролей в картине «Логан» 2017 года. В фильмах-приквелах молодого Ксавьера сыграл Джеймс Макэвой. Оба актёра воплотили образ Профессора Икс на экране в картине «Люди Икс: Дни минувшего будущего» 2014 года.
В рамках Кинематографической вселенной Марвел (КВМ) Стюарт повторил роль Профессора Чарльза Ксавьера в фильме «Доктор Стрэндж: В мультивселенной безумия» 2022 года.

## Критика и отзывы
Журналисты Businessweek указали Ксавье как одного из десяти умнейших людей в американских комиксах. В мае 2011 года, Профессор Икс занял 22 место в списке «100 лучших героев комиксов по версии IGN».